# 닥터 후 시리즈 4
영국의 텔레비전 SF 드라마 《닥터 후》의 시리즈 4는 2007년 크리스마스 스페셜 에피소드 "Voyage of the Damned" (저주 받은 자들의 항해)를 시작으로 13화 분량의 정규 시리즈로 구성되었다. 2008년 4월 5일 첫번째 에피소드 "Partners in Crime"으로 시작, 석달 후 마지막 에피소드 "Journey's End"로 마무리되었다.
첫화 "Partners in Crime"는 도나 노블 (캐서린 테이트)가 10대 닥터의 정규 동행자로 처음 데뷔하는 에피소드다. 캐서린 테이트는 2006년 크리스마스 스페셜 "The Runaway Bride"에서 처음 모습을 비춘 바 있었다. 이와 더불어 지난 시즌에서 닥터의 동행자 마사 존스로 활약했던 프리마 아저먼이 다시 한번 출연하며, 마지막화에서는 존 버로우만, 엘리자베스 슬레이든, 노엘 클라크, 카밀 코두리도 출연한다. 빌리 파이퍼는 로즈 타일러 역으로 마지막 세 에피소드에 출연하였다.
시리즈 제작은 2007년 8월 8일에 시작되어 2008년 3월 29일에 끝났다. 정규 시리즈 뿐만 아니라 Voyage of the Damned"의 앞선 시점을 다루는 단편 스페셜 에피소드 "Time Crash"가 제작되어 칠드런 인 니드 프로그램에서 공개되었으며, 2008년 7월 시리즈 4 종영 후 닥터 후 프롬에서 첫 공개된 미니 에피소드 "Music of the Spheres"도 제작됐다. 시리즈 4는 데이비드 테넌트가 닥터로 출연하는 동시에 러셀 T 데이비스가 프로듀서를 맡는 마지막 정규 시즌이며, 2008~2010년 스페셜을 끝으로 하차하였다.
이번 시리즈에서는 지구에서 벌이 사라지는 현상이 반복되어 언급되고, 여러 행성과 달이 사라지는 기이한 사건들로 구성된 느슨한 떡밥으로 이뤄져 있다.

## 에피소드 목록
| 스페셜 |    |                            |                 |                 |                  |      |       |    |
| 188 | –  | "Voyage of the Damned"     | 제임스 스트롱   | 러셀 T 데이비스 | 2007년 12월 25일 | 4X   | 13.31 | 86 |
| 타이타닉호에 타디스가 충돌하자 즉시 복구에 나선 10대 닥터. 알고 보니 역사 속의 타이타닉호가 아닌, 우주여객선이라는 사실을 깨닫는다. 배에 몰래 잠입한 닥터는 선내 웨이트리스로 근무하던 애스트리드 페스를 만나고, 승객들과 함께 지구의 런던 나들이에 나선다. 한편 이사회의 결정으로 회사에서 쫓겨나 복수를 계획하던 여객선 선주 맥스 카프리콘이 복수를 계획하고, 사전지시에 응한 하더커 선장은 배의 보호막을 내린 채 유성이 배를 향해 끌려오게 만든다. 우주선은 지구를 향해 급강하하기 시작하며 혼란이 생긴 틈을 타 맥스는 '천상의 호스트'라 불리는 안드로이드 로봇을 조종해 생존자를 모두 죽인다. 닥터는 호스트의 안내에 따라 맥스 카프리콘과 대적한다. 닥터에 이어 애스트리드는 지게차를 이용해 맥스를 선내 엔진에 밀어넣고 자신도 목숨을 희생한다. 함교에 도착한 닥터는 대기권에 재진입하면서 발생한 마찰열을 이용해 우주선을 재시동하고 안정화시킨다. 닥터는 애스트리드의 텔레포트 팔찌에서 패턴을 찾아낸 뒤, 애스트리드의 영혼과 다시 만나 우주로 보내준다. |    |                            |                 |                 |                  |      |       |    |
| 본 시즌 |    |                            |                 |                 |                  |      |       |    |
| 189 | 1  | "Partners in Crime"        | 제임스 스트롱   | 러셀 T 데이비스 | 2008년 4월 5일   | 4.1  | 9.14  | 88 |
| 도나 노블은 2년 전 타디스를 타고 여행하자는 닥터의 제안을 거절했던 것을 후회하며 그를 다시 만나기 위해 주변에서 벌어지는 음모론을 추적하고 있었다. 닥터와 도나는 서로의 행방은 모른 채 특수 다이어트 약을 판매하고 있는 '아디포즈 인더스트리' 사의 조사에 나선다. 이 회사의 알약은 복용한 사람의 체지방의 유전자를 이용해 '아디포즈'라는 조그만 흰색 외계인으로 만들어놓고 있었다. 닥터와 도나는 각자 회사 내부로 잠입하고, 건물을 둘러보다 어느 사무실의 반대편 창문으로 서로를 마주친다. 아디포즈 인더스트리의 대표이자 외계인인 '미스 포스터'는 영국의 전 국민들을 이용해 아기 아디포즈를 만드는 일종의 보모였음이 밝혀진다. 닥터가 주의를 돌려 탈출하자 미스 포스터는 번식계획에 박차를 가한다. 런던 전역에 사람의 살덩이로 태어난 아디포즈들이 증식하기 시작하고 머지않아 수만 마리에 이른다. 닥터와 도나는 신호기기를 다운시켜 나머지 런던 시민들을 구한다. 태어난 아디포즈들이 본사로 향하고, 아디포즈의 선함이 상공에 도착해 새끼들을 데려간다. 아디포즈를 해치우지 않는 이유에 대해 애들을 굳이 죽일 이유는 없다는 닥터의 말에 도나 노블은 전 동행자와 함께 지내면서 닥터가 좀 더 인간적으로 변한 것 같다고 말한다. 이윽고 도나는 타디스를 타고 여행하자는 닥터의 제안을 수락한다. |    |                            |                 |                 |                  |      |       |    |
| 190 | 2  | "The Fires of Pompeii"     | 콜린 티그       | 제임스 모런     | 2008년 4월 12일  | 4.3  | 9.04  | 87 |
| 첫 여행에 나선 닥터와 도나는 79년 베수비오산 분화 전날 폼페이에 도착하고 만다. 이윽고 타디스가 주인 없이 팔려나간 것을 알게 된 두 사람은 그것을 사들였다는 조각가 '로부스 카이실리우스'를 찾아 나선다. 카이실리우스의 저택을 방문한 닥터와 도나는 현지 사제관인 '루시우스 페트루스 덱스트루스'가 회로기판을 닮은 석판을 카이실리우스에게 주문 수령하러 온 것을 알게 된다. 카이실리우스의 아들 퀸투스와 닥터는 루시우스의 저택에 몰래 들어가 여러 조각가들에게 몰래 제작 주문한 수많은 회로기판을 발견한다. 닥터는 이 회로들이 에너지 전환기기의 부품이라고 짐작한다. 이어 신전에서 신탁을 받는 시빌라의 자매들이 '파이로바일'이라는 돌처럼 생긴 생명체로 천천히 모습이 바뀌고 있다는 사실을 알아낸다. 도나와 함께 베수비오 산 내부로 들어온 닥터는, 그곳에 숨어있던 파이로바일이 전환기기를 써서 전 인율르 파이로바일로 만든다는 최종계획을 알아낸다. 이어 화산을 폭발시켜 파이로바일과 폼페이 주민들을 죽여야 하는 상황에 직면한다. 결국 화산 폭발을 택한 닥터는 도나와 함께 타디스로 대피하지만, 한 사람만이라도 구하자는 도나의 애원에 카실리우스와 그 가족을 구해 폼페이가 내려다보이는 언덕에 내려준다. |    |                            |                 |                 |                  |      |       |    |
| 191 | 3  | "Planet of the Ood"        | 그레이엄 하퍼   | 키스 템플       | 2008년 4월 19일  | 4.2  | 7.50  | 87 |
| 우드의 고향 행성 '우드스피어'에 도착한 닥터와 도나는 그곳에서 우드 오퍼레이션이라는 회사가 우드를 노예 상품화하여 전우주에 팔아넘기는 상황을 알게 된다. 그 가운데 우드의 해방을 목적으로 회사에 잠입한 '라이더 박사'는 모든 우드를 텔레파시로 묶는 거대한 뇌를 사측에서 역장으로 차단, 조종하고 있음을 깨닫고 그 전원을 내려버린다. 복종 신호에서 풀려난 우드들은 혁명에 나서고, 회사 오너인 할펜은 라이더 박사를 살해하지만, 할펜의 종노릇을 하던 우드 시그마가 할펜의 탈모 치료제를 미리 바꿔치기하여 서서히 우드로 만들어 버린다. 우드 시그마는 할펜을 돌봐주기로 약속하고, 닥터는 차단막을 해제한 뒤 우드를 모두 해방시킨다. |    |                            |                 |                 |                  |      |       |    |
| 192a | 4  | "The Sontaran Stratagem"   | 더글라스 매키넌 | 헬런 레이너     | 2008년 4월 26일  | 4.4  | 7.06  | 87 |
| UNIT의 조사에 참여하던 마사 존스는 닥터에게 전화를 걸어 도움을 요청한다. 타디스가 지구로 돌아오고 몇 분 뒤 마사는 '아트모스' 사의 공장의 급습을 승인한다. 아트모스는 영재 과학자 루크 래티건이 개발한 GPS 내비게이션 시스템을 판매하는 기업이었다. 이 시스템은 이산화탄소를 0으로 줄여주는데, UNIT은 시스템 개발에 외계기술이 들어갔을 거라는 우려도 우려지만, 52명의 차량운전자들이 동시에 사망한 사고에 특히 주목하여 닥터의 도움을 받고자 하는 것이었다. 닥터는 래티건의 영재학교를 조사하던 중 외계 전사 종족 손타란의 음모가 배후에 있었음을 알아낸다. 손타란은 대놓고 지구를 침공하기에 앞서 인간복제, 두뇌조종, 아트모스 기술의 조합으로 통제권을 장악하고, 마사를 납치해 복제한 뒤 UNIT 내부에 첩자로 투입시킨다. 도나는 집으로 돌아와 어머니 실비아와 할아버지 윌프레드 모트와 재회한다. 닥터는 아트모스 장치를 조사하고 유독가스를 방출할 수도 있다는 사실을 알아낸다. 머지않아 전세계 자동차에 설치된 아트모스 장치가 작동하기 시작하고, 우연히 차를 길가에서 빼내려던 윌프레드도 차 안에 갇혀 버린다. 닥터는 거리의 자동차들이 가스를 내뿜는 모습을 무기력하게 바라보고, 손타라는 전투 준비에 나선다. |    |                            |                 |                 |                  |      |       |    |
| 192b | 5  | "The Poison Sky"           | 더글라스 매키넌 | 헬렌 레이너     | 2008년 5월 3일   | 4.5  | 6.53  | 88 |
| 실비아의 기지로 윌프레드는 차안에서 탈출하고, 닥터와 도나는 아트모스 공장으로 돌아간다. 닥터는 UNIT에게 손타란과 교전하지 말라고 경고한다. 닥터의 말에 따라 타디스에 머물고 있던 도나는, 손타란이 타디스를 자기네 우주선으로 순간이동시키면서 함께 납치된다. 이어 아트모스 공장에서 UNIT을 물리치고 점령한 손타란은 추가 투입된 UNIT 부대와의 교전에 나선다. 뒤늦게 타디스가 사라진 것을 알게 된 닥터는 도나에게 순간이동 포드를 다시 작동시키라 지시한다. 이어 공장 내부에서 기절해 있던 진짜 마사를 깨우고, 마사의 클론으로부터 지금 아트모스 장치로 내뿜는 가스는 지구를 손타란이 번식할 만한 환경으로 바꾸기 위함이란 사실을 알게 된다. 닥터는 도나에게 포드 사용법과 타디스를 지구로 순간이동시키는 방법을 전하고, 래티건의 영재학교에서 아트모스의 가스를 어떠한 피해 없이 점화시켜 인간이 숨을 쉴 수 있게 만드는 대기변환기기를 제작한다. 이후 손타란 우주선으로 순간이동한 닥터는 변환기기의 출력을 조정하여 우주선과 대기를 불사르겠다고 협박한다. 닥터는 손타란의 우두머리 스탈 장군에게 후퇴할 기회를 주지만 스탈 장군은 어디 한번 파괴해 보라며 부추긴다. 그때 손타란에게 이용당했음을 알고 낙심해 있던 래티건이 순간이동장치를 이용해 우주선에 오른 닥터와 자리를 바꾼 뒤 본인을 희생하여 손타란과 대기를 점화시킨다. 모든 작전이 끝난 마사가 UNIT 복귀를 하려는 순간, 갑자기 타디스가 어디론가 제멋대로 이동하기 시작한다.                                                                    |    |                            |                 |                 |                  |      |       |    |
| 193 | 6  | "The Doctor's Daughter"    | 앨리스 트로턴   | 스티븐 그린혼   | 2008년 5월 10일  | 4.6  | 7.33  | 88 |
| 닥터와 마사, 도나를 태우고 타디스가 도착한 곳은 '메살린' 행성이었다. 세 사람은 콥 장군과 그 휘하의 병사들을 만난다. 병사들은 닥터를 억지로 붙잡아 DNA 추출기계에 손을 집어넣게 하고, 그것으로 여군 한 명, 다시 말해 '닥터의 딸'이 탄생한다. 이후 메살린 행성을 양분하던 다른 종족인 '해스' 종족이 나타나 마사를 인질로 잡아가고, 닥터와 도나는 마사를 구하기 위해 콥 장군을 다시 만나러 간다. 같이 따라온 닥터의 딸에게 도나는 '제니'라는 이름을 붙여 주지만, 닥터는 진짜 딸이 아니라며 못미더워한다. 다른 한편에서 부상당한 해스를 치료하여 해스들의 마음을 얻은 마사는 그들의 안내에 따라 지휘센터로 나아간다. 콥 장군은 원래 이곳에 인간과 해스 종족이 공존하며 살고자 하였으나 '소스'라 불리는 것을 놓고 분쟁이 벌어지면서 적대하게 되었다고 밝힌다. 닥터의 실수로 소스의 위치가 인간과 해스 모두에게 노출되자 양측은 소스를 차지하기 위한 최후의 전투에 나선다. 양측 군대가 도착하기 전 소스가 있는 곳으로 향한 닥터와 마사, 도나, 제니는 소스라는 것이 사실 이곳 행성을 테라포밍하는 장치임을 발견한다. 닥터는 전쟁은 끝났다고 선언하고 소스를 깨뜨려 테라포밍을 가동시킨다. 하지만 이성을 잃은 콥 장군이 닥터에게 총을 겨누고, 그 과정에서 제니가 대신 가슴에 총을 맞고 사망한다. 또 하나의 타임로드를 떠나보낸 닥터는 그럼에도 이 행성의 평화를 생각해 콥 장군을 겨눴던 총을 내려놓는다. 이후 제니는 다시 살아나 로켓을 몰고 행성을 떠난다.                                                         |    |                            |                 |                 |                  |      |       |    |
| 194 | 7  | "The Unicorn and the Wasp" | 그레이엄 하퍼   | 개러스 로버츠   | 2008년 5월 17일  | 4.7  | 8.41  | 86 |
| 1926년 잉글랜드로 떠난 닥터와 도나는 '클레멘시 에디슨' 부인과 '휴 커비슬리'의 주최로 열린 파티에 참석했다가 유명 추리소설가 애거서 크리스티를 만난다. 닥터는 우리가 도착한 시기가 애거서 크리스티의 실종사건이 벌어질 즈음임을 깨닫는다. 머지않아 파티가 열린 저택에 살인사건이 연달아 벌어지고 닥터와 도나, 크리스티는 추리에 나선다. 살인을 저지른 것은 다름아닌 외계말벌 '베스피폼'으로 평소에는 인간의 모습을 하며 크리스티의 살인 추리소설 속 전개대로 저택 사람들을 죽이고 다녔다. 저녁 만찬에서 크리스티와 닥터는 에디슨 부인의 사생아이자 인간 혼혈인 '골라이틀리 목사'가 베스피폼으로서 이 모든 살인을 저질렀음을 밝힌다. 평소 에디슨 부인이 차고 있는 목걸이의 텔레파시로 연결되어 있던 골라이틀리는 자신의 외계종족 본성을 자각하고, 어머니가 읽고 있던 애거서 크리스티의 추리소설 《애크로이드 살인 사건》의 내용을 흡수하게 되었다. 정체를 들킨 골라이틀리는 본성을 주체하지 못하고 베스피폼으로 변신해 손님들을 위협한다. 애거서 크리스티는 베스피폼을 호숫가로 유인하고, 도나가 목걸이를 물속에 던지자 베스피폼은 그것을 따라 물속으로 뛰어들어 익사한다. 목걸이와 연계되어 있던 애거서 크리스티 역시 의식을 잃고 며칠 후 호숫가에서 기억상실증에 걸린 채 깨어나게 된다. 닥터는 실종 사건의 전개대로 애거서 크리스티를 해러게이트 호텔에 데려다 준다. |    |                            |                 |                 |                  |      |       |    |
| 195a | 8  | "Silence in the Library"   | 유로스 린       | 스티븐 모팻     | 2008년 5월 31일  | 4.9  | 6.27  | 89 |
| 소환신호를 따라 51세기 도서관 행성에 도착한 닥터와 도나. 아무도 없는 것처럼 보이자 닥터는 행성 전체에 생명체가 있는지를 스캔하고, 그 결과 인간형 생명체는 닥터와 도나가 유일하지만 보이지 않는 수조 개의 비인간 생명체가 있음을 깨닫는다. 이어 닥터에게 소환신호를 보낸 리버 송의 고고학 탐사대가 현장에 도착하고 리버 송은 처음 보는 사람임에도 닥터와 잘 아는 사이처럼 행동한다. 이어 리버 송은 닥터가 아직 본인을 만나지 못한 시점임을 알게 된다. 한편 도서관 행성에서 벌어지는 상황을 21세기 지구에 사는 한 소녀가 TV로 지켜보고 있었다. 소녀의 마음을 따라 도서관 행성의 운영시스템도 따라 움직이는 상황. 소녀의 정신상담을 맡은 문 박사는 도서관이 실제로 존재하며 그곳에 갇힌 사람들을 구해달라고 말한다. 도서관을 조사하던 탐사대원 앞에 '배쉬타 너라다'라는 그림자 형체의 군체생물이 등장해 팀원 두 명을 먹어치워 살해한다. 닥터와 도나는 팀원들이 착용한 우주복에 본인의 사고패턴을 저장하여 사후에도 소통할 수 있는 통신장치가 부착된 것을 알게 된다. 배쉬타 너라다는 데이브의 우주복을 좀비처럼 움직여 나머지 대원들을 쫓아나선다. 닥터는 도나를 타디스로 순간이동시켜보려 하지만 실패하고, 이후 도나의 얼굴을 그대로 따온 정보 노드를 발견하고 도나가 '세이브'되었다는 사실을 알게 된다. |    |                            |                 |                 |                  |      |       |    |
| 195b | 9  | "Forest of the Dead"       | 유로스 린       | 스티븐 모팻     | 2008년 6월 7일   | 4.10 | 7.84  | 89 |
| 탐사대의 후원자 '스트럭맨 럭스'는 자신의 할아버지가 고모 '샬롯'의 정신을 보존하기 위해 도서관 코어에 거대한 컴퓨터를 구축해 두었다고 밝힌다. 샬롯은 앞서 문 박사와 대화하던 소녀로서, 배쉬타 너라다의 습격을 피해 도서관에 있던 이용객 수천 명의 정신을 데이터 코어에 '세이브'해둔 것이었다. 도나 역시 데이터 코어가 구현한 가상세계에 업로드된 상태였고, 시뮬레이션을 통해 행복한 가정을 꾸린다. 그러나 앞서 배쉬타 너라다에게 당하면서 코어에 업로드됐던 팀원 중 한 명인 에반젤리스타는 도나를 찾아가 지금 이 세계가 현실이 아님을 상기시켜 준다. 베쉬타 너라다의 습격에 한사람씩 당하는 사이, 닥터는 그들이 살고 있던 숲으로 도서관의 책을 만들었단 사실을 알아낸다. 그리고 데이터 코어에 세이브된 모든 사람들을 실체화시키기로 마음먹는다. 이 과정에서 컴퓨터의 메모리 공간에 한계가 있자 닥터는 목숨을 태워버리는 한이 있더라도 본인의 정신을 메모리로 제공하기로 마음먹지만, 리버가 갑자기 닥터에게 주먹을 날린 뒤 그 자리를 본인으로 대신한다. 닥터가 리버를 막으려 하자 리버는 지금 당신이 죽으면 과거에 자신이 닥터와 만났던 운명은 사라져 버린다고 밝힌다. 리버의 희생으로 컴퓨터 안에 세이브됐던 이용객들이 도서관 곳곳에 모습을 드러낸다. 리버의 죽음을 슬퍼하던 닥터는 미래의 자신이 리버에게 주었다던 소닉 드라이버를 열었다가 그곳의 데이터에 리버 송의 의식이 보존된 것을 발견하고, 리버의 의식을 데이터 코어에 업로드한다. 리버 송은 죽은 동료들을 다시 만나고 행복한 시뮬레이션을 누린다. |    |                            |                 |                 |                  |      |       |    |
| 196 | 10 | "Midnight"                 | 앨리스 트로턴   | 러셀 T 데이비스 | 2008년 6월 14일  | 4.8  | 8.05  | 86 |
| 휴양지로 개발된 미드나이트 행성을 찾은 닥터와 도나. 그곳의 지면은 치명적인 방사능으로 가득차 있었다. 닥터는 다이아몬드 폭포를 보러 셔틀투어를 끊고 다른 여행객들과 시간을 보낸다. 그런데 갑자기 차량이 멈추고 닥터는 조종석의 운전사 조, 정비사 클로드와 함께 문제 파악에 나선다. 모든 시스템이 정상이지만 차량 자체가 꿈쩍도 하지 않는 상황에서 조는 구조 요청을 보낸다. 닥터가 좌석으로 돌아오자 셔틀 측면에 노크 소리가 들리기 시작하고, 곧이어 심하게 흔들리더니 승무원으로부터 조종석이 뜯겨나갔다는 사실이 밝혀진다. 이어 승객 중 한 명이었던 스카이는 무언가에 홀린 듯이 닥터와 나머지 승객들의 말을 그대로 따라하기 시작한다. 처음에는 닥터가 하는 말만 따라하던 스카이는 머지않아 닥터와 동시에 말을 하고, 이어서 닥터가 말하기 전에 그 말을 해 버린다. 닥터의 정신이 얽매여 무기력해져버린 사이, 공포에 질려 있던 나머지 승객들은 스카이를 홀렸던 무언가가 이제 닥터에게 넘어가 버린 것으로 믿고 닥터를 차량 밖으로 내버리자는 데 뜻을 모은다. 하지만 승무원은 스카이가 여전히 빙의된 상태에서 닥터마저도 홀리고 있음을 간파하고, 스카이를 붙잡은 채 함께 차량 밖으로 동반 투신한다. 닥터가 정상으로 돌아오고 셔틀의 승객들도 구조되어 리조트로 복귀한다. |    |                            |                 |                 |                  |      |       |    |
| 197 | 11 | "Turn Left"                | 그레이엄 하퍼   | 러셀 T 데이비스 | 2008년 6월 21일  | 4.11 | 8.09  | 88 |
| 외계 행성의 점쟁이가 도나에게 접근하여 닥터와 만나게 된 그날의 기억을 떠올리도록 한다. 취직중이던 도나는 두 직장으로 향하는 갈림길에서 임시계약직 쪽을 택하여 우회전이 아니라 좌회전을 했던 기억을 떠올린다. 점쟁이가 도나에게 우회전을 하라고 속삭이자, 악당 '트릭스터'가 부리는 커다란 딱정벌레가 도나의 등에 달라붙는다. 도나의 선택으로 닥터와 마주친 적이 없는 대체현실이 형성되고, 그 세계선에서 닥터는 라크노스 새끼들과 함께 익사해 버린다. 사라 제인과 마사도 외계 세력과의 사건에서 죽음을 맞이한다. 곧이어 우주선 타이타닉호가 버킹엄궁에 충돌하여 런던이 쑥대밭이 되고 수백만 명이 사망하면서 영국에 계엄령이 내려진다. 도나는 로즈 타일러의 도움으로 가족들과 함께 런던을 떠난 상태였으나 집을 잃고 타지에서 셋방살이하는 신세가 된다. 로즈는 전 우주에서 별이 꺼지고 있다면서 도나에게 그날로 다시 돌아가 좌회전하라고 설득한다. UNIT의 타임머신 장치로 과거로 돌아간 도나는 현장으로 가던 중 트럭에 치여 교통체증을 일으켜, 갈림길에서 고민하던 과거의 도나가 좌회전을 택하게 만든다. 도나는 죽어가면서 로즈로부터 메시지를 전해듣는다. 대체현실이 사라지고 도나는 점집에서 깨어난다. 도나는 닥터에게 로즈가 전한 메시지가 '배드 울프'였음을 전하고, 닥터는 우주가 위험에 처했다며 아연실색한다. |    |                            |                 |                 |                  |      |       |    |
| 198a | 12 | "The Stolen Earth"         | 그레이엄 하퍼   | 러셀 T 데이비스 | 2008년 6월 28일  | 4.12 | 8.78  | 91 |
| 지구가 순간이동으로 사라져 버리는 초유의 사태가 벌어지고, 닥터는 외계 조직인 '그림자 선언'과 접촉해 지구의 행방을 추적한다. 그림자 선언은 그동안 사라진 27개의 행성이 서로 가까이 놓이게 되면 어떤 특정 패턴으로 자연히 재배열된다는 사실을 파악한다. 닥터는 행성들을 추적하여 우주 간의 균열인 '메두사 폭포'로 향한다. 같은 시각, 창조주 다브로스의 지시대로 달렉 군대가 지구 정복에 나서고 있었다. 다브로스는 달렉 칸의 도움으로 시간 전쟁에서 살아남았고, 달렉 칸은 자신의 정신을 희생한 대가로 예지력을 얻게 되었다. 닥터와 함께했던 동행자 캡틴 잭 하크니스, 마사 존스, 사라 제인 스미스, 로즈 타일러는 각자 도처에 숨어 있다가 해리엇 존스 전 영국 총리의 비밀 지하 통신망으로 연락할 수 있게 되었다. 해리엇 존스와 동행자들은 통신망의 '서브웨이브 신호'를 증폭시켜 닥터와 연락을 시도한다. 닥터도 신호를 수신하고 그것을 추적하여, 달렉이 지구를 끌어다놓은 포켓 우주의 위치를 알아내지만, 해리엇 존스는 똑같이 신호를 감지한 달렉으로부터 죽음을 맞이한다. 타디스에서 내린 닥터는 로즈를 발견하고 재회하러 달려가지만 달렉의 총에 맞는다. 타디스로 옮겨진 닥터는 재생성을 시작한다. |    |                            |                 |                 |                  |      |       |    |
| 198b | 13 | "Journey's End"            | 그레이엄 하퍼   | 러셀 T 데이비스 | 2008년 7월 5일   | 4.13 | 10.57 | 91 |
| 재생성을 시작한 닥터는 갑자기 남은 에너지를 예전에 잘려나간 자신의 손에 쏟아붓고 변신을 멈춘다. 타디스는 달렉의 기함인 '달렉 크루시블'로 옮겨진다. 달렉의 우두머리들은 타디스의 파괴를 명령하고, 미처 빠져나오지 못한 도나는 재생성 에너지로 가득찬 닥터의 손을 만졌다가 새롭게 복제된 닥터와 마주한다. 복제 닥터는 타디스가 파괴되기 직전 가까쓰로 다른 곳으로 이동시킨다. 한편 행성들을 훔친 이유를 묻는 닥터의 질문에 다브로스는 전 우주의 모든 물질을 파괴할 수 있는 위력을 지닌 '현실 폭탄'을 구성할 수 있기 때문이라고 답한다. 복제 닥터와 도나가 현장에 도착하고 폭탄 파괴에 힘써보려 하지만 실패한다. 그러나 복제 닥터로부터 타임로드의 지식을 습득한 상태였던 도나는 달렉들이 방심한 사이 폭탄을 무력화시켜 버린다. 도나와 두 명의 닥터는 사라진 행성들을 지구에서 떨어진 곳으로 옮긴다. 복제 닥터는 달렉과 크루시블호를 파괴하고, 다브로스는 원래 닥터의 구원을 거절한 채 죽음을 맞이한다. 닥터와 동행자들은 타디스를 이용해 지구를 원래 궤도로 끌고 간다. 이후 닥터는 로즈와 복제 닥터를 본연의 평행우주로 되돌려보낸다. 마지막으로 도나가 타임로드의 지식을 이기지 못해 목숨을 잃을 위기에 처하자, 닥터는 자신과 함께 했던 모든 기억을 지우고 집으로 돌려보낸다. |    |                            |                 |                 |                  |      |       |    |

### 보조 에피소드
| 번호 | 제목         | 감독          | 작가        | 본 방송 날짜     | 제작 번호 | UK 시청자 수 (100만) |
| --- | ------------ | ------------- | ----------- | ---------------- | --------- | -------------------- |
| 1 | "Time Crash" | 그레이엄 하퍼 | 스티븐 모팻 | 2007년 11월 16일 | CIN2      | 11.0                 |
| 마사와 헤어진 닥터. 출발하려던 그때 갑자기 타디스가 거칠게 흔들리며 경보를 울린다. 시스템을 체크하던 닥터는 똑같이 시스템을 체크하고 있던 5대 닥터와 부딪힌다. 10대 닥터는 과거의 자신임을 단번에 알아보고 특징을 하나하나 짚으며 재밌어한다. 하지만 10대 닥터가 타디스로 침입해 들어온 광팬이라 여긴 5대 닥터는 짜증을 낸다. 그 와중에 두 개의 타디스가 결합되어 거대 블랙홀을 일으킬 만한 패러독스를 발생시킬 위기가 터졌음을 두 닥터가 알게 된다. 10대 닥터는 이전에 미래의 자신이 어떻게 대처했는지를 기억해내고 초신성을 끌어다 위기를 해결한다. 이에 5대 닥터는 10대 닥터가 정말 자기 자신임을 알게 된다. 10대 닥터는 5대 닥터를 별개의 타임라인 속으로 분리시키고, 두 사람은 작별 인사를 나눈다. 사라지기 직전 5대 닥터는 10대 닥터에게 타디스 보호막을 올려두라는 충고를 남기지만, 그럴 새도 없이 타디스에 타이타닉호가 충돌하고 만다. |              |               |             |                  |           |                      |